# Vlad Ivanov
Pour les articles homonymes, voir Vladimir Ivanov et Ivanov.
Vlad Ivanov, né le 25 juin 1969, est un acteur roumain.

## Filmographie
- 1993 : Liceenii în alerta de Mircea Plângau : Vinzatorul
- 1999 : Diplomatic Siege de Gustavo Graef Marino : Cosic
- 1999 : Faimosul paparazzo de Nicolae Margineanu :
- 2002 : Suite mécanique (Mekhanicheskaya syuita) de Dmitriy Meskhiev :
- 2002 : Les Percutés de Gérard Cuq : Nico
- 2005 : Snuff Movie de Bernard Rose : le second policier
- 2005 : The Marksman de Marcus Adams : Mikhail Besian
- 2005 : Femeia visurilor de Dan Pita : Docteur Melnie
- 2006 : Ultime Menace (Second in Command) de Simon Fellows : John Lydon, chef de la sécurité des opérations
- 2007 : Quatre mois, trois semaines, deux jours (4 luni, 3 săptămâni și 2 zile) de Cristian Mungiu : Mr. Bebe
- 2007 : Interior scara de bloc de Ciprian Alexandrescu (court-métrage) : Adrian
- 2008 : Mar Nero de Federico Bondi : Adrian, mari d'Angela
- 2009 : Contes de l'Âge d'Or (Amintiri din epoca de aur) de Cristian Mungiu, segment La Légende du conducteur de poulet : Grigore
- 2009 : Policier, adjectif (Polițist, adjectiv) de Corneliu Porumboiu : Anghelache
- 2009 : Le Concert de Radu Mihaileanu : Pyotr Tretyakin
- 2009 : L'Autre Irène (Cealaita Irina) d'Andrei Gruzsniczki :
- 2010 : My Joy (Schastye moyo) de Sergei Loznitsa : le sergent de Moscou
- 2010 : Seule contre tous (The Whistleblower) de Larysa Kondracki : Tanjo
- 2010 : Principles of life de Constantin Popescu : Emilian Velicanu
- 2011 : Le Voyage de monsieur Crulic (Crulic - drumul spre dincolo) d'Anca Damian : Crulic (voix)
- 2011 : Lunch Break de Ciprian Alexandrescu (court-métrage)
- 2012 : Dans la brume (V tumane) de Sergei Loznitsa : Grossmeier
- 2013 : Snowpiercer : Le Transperceneige (Snowpiercer) de Bong Joon-ho : Franco aîné
- 2013 : Mère et Fils (Pozitia copilului) de Călin Peter Netzer : Dinu Laurențiu, le témoin
- 2015 : L'Étage du dessous (Un etag mai jos) de Radu Muntean : Sorin
- 2016 : Toni Erdmann de Maren Ade : Iliescu
- 2016 : Dogs de Bogdan Mirică : Samir
- 2016 : Baccalauréat (Bacalaureat) de Cristian Mungiu : l'inspecteur en chef
- 2016 : Dark Murders (Dark Crimes) d'Aléxandros Avranás : Piotr
- 2017 : Ana, mon amour de Călin Peter Netzer : le prêtre Adrian
- 2017 : Perfect sãnãtos d'Anca Damian : Toma
- 2017 : À l'ombre des Séraphins (One Step Behind the Seraphim) de Daniel Sandu : Professeur Ivan
- 2017 : Capace de Sorin Marin : Radu
- 2018 : The Call d'Anca Damian (court-métrage) : voix d'Andrei
- 2018 : Hier de Bálint Kenyeres : Victor Ganz
- 2018 : Sunset de Laszlo Nemes : Oszkar Brill
- 2019 : Les Siffleurs (La Gomera) de Corneliu Porumboiu: Cristi
- 2020 : Les Séminaristes d'Ivan Ostrochovský : Doctor Ivan
- 2021 : Three Way Week de Bruno Coppola : Stefan
- 2021 : Blue Moon (Crai Nou) d'Alina Grigore

## Télévision
- 1998 : Vertiges (série), épisode Homicide conjugal de Gérard Cuq (téléfilm) : un fonctionnaire
- 2000 : Natures mortes de Patrick Malakian (téléfilm)
- 2001 : Vertiges (série), épisode Une femme piégée de Laurent Carcélès (téléfilm) : le serveur à Roquebrune
- 2002 : Azazel d'Aleksandr Adabashyan (téléfilm) : le coach de Cunningham
- 2002 : Accords et à cris de Benoît d'Aubert (téléfilm) : Nico
- 2003 : Une place parmi les vivants de Raoul Ruiz (téléfilm) : Antoine
- 2004 : Le Père Goriot  de Jean-Daniel Verhaeghe (téléfilm) : Gondureau
- 2008 : Serviciul omoruri de Valentin Hotea (série) : Marcel
- 2011 : Crematorio de Jorge Sanchez-Cabezudo (série) : Traian
- 2014 : Le Transporteur, saison 2, épisode 5 Euphro d'Eric Valette (série) : Anatole Reichenberg

## Récompenses et distinctions
- Meilleur acteur lors du Festival international du film de Vilnius de 2010.
- Meilleur acteur dans un second rôle aux Los Angeles Film Critics Association de 2007
- Meilleur acteur dans un second rôle aux Prix Gopo de 2008, 2010 et 2014